# Егошкин, Валерий Евгеньевич
Вале́рий Евге́ньевич Его́шкин (род. 3 января 1944) — российский дипломат. Чрезвычайный и полномочный посол (1995).

## Биография
Окончил МГИМО МИД СССР (1967). На дипломатической работе с 1967 года. Владеет арабским, французским, английским, немецким и сербским языками. 
- В 1988—1992 годах — советник-посланник Посольства СССР, России в Алжире. До этого работал в Алжире на преддипломной практике (1966) и в начале своей дипломатической работы в 1967—1968 году[1].
- С 4 сентября 1995 по 31 декабря 1999 года — чрезвычайный и полномочный посол Российской Федерации в Алжире[2][3].
- С 31 декабря 1999 по 7 февраля 2002 года — чрезвычайный и полномочный посол Российской Федерации в Югославии[4][5].
- В 2002—2005 годах — посол по особым поручениям МИД Российской Федерации.
- С 27 июля 2005 по 23 декабря 2010 года — чрезвычайный и полномочный посол Российской Федерации в Кении и постоянный представитель Российской Федерации при международных организациях в Найроби по совместительству[6][7].

## Семья
Женат, имеет двоих детей.

## Дипломатический ранг
- Чрезвычайный и полномочный посланник 2 класса (19 июня 1990)[8]
- Чрезвычайный и полномочный посланник 1 класса (22 сентября 1993)[9]
- Чрезвычайный и полномочный посол (4 сентября 1995)[10]

## Награды
- Знак отличия «За наставничество» (20 марта 2020) — за заслуги в профессиональном становлении молодых специалистов и активную наставническую деятельность[11].
- Орден Преподобного Сергия Радонежского II степени (РПЦ).